# Birutė Galdikas
Birutė Marija Filomena Galdikas (10 de mayo de 1946, Wiesbaden, Alemania) es una etóloga de nacionalidad canadiense, hija de padres lituanos, especializada en primatología, antropología física y conservación del orangután. Está considerada como la principal experta en el comportamiento de los orangutanes.

## Investigaciones
Expresó al arqueólogo Louis Leakey su deseo de estudiar a los orangutanes en su hábitat. Con su apoyo y con el patrocinio de National Geographic Society, en 1971 Galdikas y su esposo, el fotógrafo Rod Brindamour, llegaron a la Reserva Natural de Tanjung Puting, en las selvas de Borneo, Indonesia, donde desarrollaron minuciosas investigaciones de campo sobre los orangutanes. Se desempeña como investigadora de la Universidad Simon-Fraser en Canadá.
Ha publicado varias obras sobre los resultados de su intenso trabajo de campo, entre ellas Mis orangutanes: 20 años entre las personas tímidas de la selva (1995); Reflexiones del Edén: Mis años con los orangutanes de Borneo (1996); Odisea Orangután (1999) y ha impulsado una campaña internacional para evitar la extinción del orangután. Fundó la Orangutan Foundation International

## Anécdota
Junto con otras dos famosas primatólogas, Dian Fossey, especialista en los gorilas y Jane Goodall especialista en los chimpancés, se les conoce como Los Ángeles de Leakey.
Su mentor, el antropólogo Louis Leakey le dijo que si quería ir a Borneo tenía que operarse de apendicitis porque en la selva indonesia no podría tener un hospital para operarla, así que se tenía que operar antes de ir a Borneo. Biruté respondió que estaba dispuesta a operarse del apéndice y si era necesario también se quitaría las amígdalas. Días más tarde Louis le dijo que eso había sido solo una prueba para ver si realmente estaba dispuesta a afrontar todo lo que se obstaculizara en Borneo y el estudio de los orangutanes.

## Obras en castellano
- Biruté Galdikas, "Reflejos del Edén. Mis años con los orangutanes de Borneo", Pepitas de Calabaza, Logroño, 2013. Traducción de Montserrat Gurguí y Hernán Sabaté ISBN 978-84-15862-03-1